# 다니엘 팔카
다니엘 베넷 팔카(Daniel Bennett Palka, 1991년 10월 28일 ~ )는 미국의 야구 선수이자, 전 메이저 리그 보스턴 레드삭스의 외야수, 내야수이다.

## 미국 프로야구 시절
2013년에 애리조나 다이아몬드백스에 입단하였다.

## 한국 프로야구 시절

### 삼성 라이온즈시절
2020년 7월 29일에 부상으로 방출된 타일러 살라디노를 대체할 외국인 타자로 영입되었으나  타율 0.209(196타수 41안타) 8홈런 23타점으로 부진에 빠져  시즌 후 재계약에 실패했다. 그의 차기 대체 용병으로는 호세 피렐라가 영입되었다.

## 미국 프로야구 복귀
2021년에 워싱턴 내셔널스에 입단하였다.
1. ↑  최원영 (2021년 3월 1일). “삼성 라이온즈”. 한국야구위원회. 56면. 2022년 9월 20일에 원본 문서에서 보존된 문서. 2024년 8월 13일에 확인함.